# Meu Brasil
Meu Brasil é o oitavo álbum de estúdio da dupla sertaneja brasileira Gian & Giovani, lançado em 1998 através da gravadora BMG (hoje Sony Music). Ganhou o disco de ouro no Brasil. Mesmo sendo certificado ouro pela ABPD, esse disco, até junho de 1999, ultrapassou a marca de 700.000 cópias vendidas.

## Curiosidades
- Em entrevista para a Folha de Londrina, no dia 20 de maio de 1998, Gian e Giovani falam da expectativa do lançamento do novo disco intitulado "Meu Brasil". A dupla sertaneja Gian & Giovani quer garantir um disco de diamante com o novo CD, ‘‘Meu Brasil’’. Para isso, investiram num repertório bem variado, que vai desde salsa até pagode. "Temos de agradar a todo o público", ensina Gian. Mesmo com a onda de pagode e música baiana, a dupla não se mostra temerosa. "Não há concorrência. Apresentamos apenas um outro estilo musical. Há lugar para todos os bons músicos", explica Giovani.[8]

- Um dos grandes sucessos do disco e também da carreira da dupla, "O Grande Amor da Minha Vida", passou por vários artistas, antes de chegar nas mãos de Gian & Giovani. "Giovani revela: Ah, as músicas é que escolhem o intérprete. Vou contar uma coisa: 'Mil Corações', que nós gravamos, passou antes pela mão de Chitãozinho & Xororó. E 'O Grande Amor da Minha Vida, Convite de Casamento', um dos nossos maiores sucessos, passou por Leandro & Leonardo! Mas, em compensação, 'Pense Em Mim', que marcou tanto Leandro & Leonardo... passou antes por Gian & Giovani, diverte-se ele".[9] Um outro ponto, é que "Muitos achavam a canção "brega" e a descartaram", disse Jefferson Farias (compositor da canção). Quem se emocionou com a história da música, foi Giovani que comprou a ideia e resolveu gravá-la. [10][11]

- A canção Quem Será, foi composta em meio as gravações do Vol.8 (Meu Brasil), da dupla, nos estúdios Gravodisc (SP). Em um rápido intervalo em meio as gravações, Gian & Giovani saíram do estúdio para participar de um programa de TV na época. Nesse meio tempo, Waldir Luz (compositor), chegou ao estúdio "eufórico", querendo compor algo com Paulo Debétio, que na ocasião, produzia o disco da dupla. Debétio, prontamente aceitou a ideia de seu amigo e em poucos minutos, nascia a canção. Cerca de uma hora depois, Gian & Giovani retornaram ao estúdio juntamente com seu empresário Paulo Henrique, onde escutaram e gostaram da canção, decidindo gravá-la naquele momento. Para Debétio, "Quem Será", poderia entrar no Guinness World Records, como a canção mais rápida a ser composta, gravada e finalizada. "Em pouco mais de uma hora, a canção estava pronta. E digo mais, foi sucesso.", disse o produtor em meio a risos. [12][13][14]

- Esse disco foi o último projeto de estúdio produzido por Paulo Debétio com a dupla. No ano seguinte, ele ainda produziu o disco Ao Vivo gravado em Franca (SP) em parceria com o empresário dos irmãos, Paulo Henrique. Foi o fim de uma parceria de sucesso de 4 anos e 4 discos, vendendo em torno de 3 milhões de cópias nesse período. O auge da dupla se estabeleceu nessa época, onde alcançaram o primeiro time sertanejo, sendo considerada umas das 5 mais importantes do país.[15]

- A faixa "Alô" é um cover da canção lançada originalmente em 1994 pelo cantor Roberto Carlos.
- A canção "Interior" fez parte da trilha sonora da telenovela Estrela de Fogo vol.1, da RecordTV em 1998. Assim como Daniel, Chitãozinho & Xororó, Zezé di Camargo & Luciano, Sérgio Reis e Rick & Renner, Gian & Giovani também tiveram uma participação especial na telenovela em 1998.

## Faixas
| N.º            | Título                                               | Compositor(es)                        | Duração |  |
| 1.             | "Quem Será"                                          | Paulo Debétio / Waldir Luz            | 4:17    |  |
| 2.             | "Amor de Verdade"                                    | Waldir de Lazzari / Geraldo Meira     | 4:54    |  |
| 3.             | "1.000 Corações"                                     | Feio / Mau                            | 3:40    |  |
| 4.             | "Alô"                                                | Roberto Carlos / Erasmo Carlos        | 4:00    |  |
| 5.             | "Procurando Amor"                                    | Carlos Randall / Danimar / Luiz Berto | 3:58    |  |
| 6.             | "Sempre Vou te Amar"                                 | Elias Muniz / Peninha                 | 3:43    |  |
| 7.             | "Caí no Laço"                                        | Marcos Maceió / Waldir Luz            | 2:48    |  |
| 8.             | "O Grande Amor da Minha Vida (Convite de Casamento)" | Jefferson Farias / Nino               | 4:18    |  |
| 9.             | "Por Telefone"                                       | Alexandre / Giovani / Rick            | 3:45    |  |
| 10.            | "Se Você Me Provocar"                                | Tivas / Carlos Randall / Danimar      | 3:29    |  |
| 11.            | "Interior"                                           | Peninha                               | 4:34    |  |
| 12.            | "Pra Te Ver Rebolar"                                 | Rick / Isa Coelho / Johnny Viana      | 3:12    |  |
| 13.            | "Meu Brasil"                                         | Paulo Debétio / Paulinho Rezende      | 4:01    |  |
| Duração total: | Duração total:                                       | Duração total:                        | 47:99   |  |

## Créditos do álbum
Ficha Técnica:
- Direção artística: Jorge Davidson
- Produzido e dirigido por: Paulo Debétio
- Produção executiva: Paulo Henrique
- Direção de arte: Emil Ferreira
- Projeto gráfico: Leka Coutinho e Alberto Vilar
- Fotos: Valmir Teixeira
- Fotos ao vivo: Luiz Coruja
- Copista: Laerte Freire

Arranjos e regências:
- Julinho Teixeira - Músicas (02/09/10/12)
- Cleberson Horsth - Músicas (06/03/11)
- Reinaldo Barriga - Músicas (07/13)
- Eduardo Lages - Músicas (04/08)
- Paulo Coelho - Músicas (01/05)

Equipe técnica áudio:
- Arregimentação: Milton José
- Gravado nos Estúdios: Gravodisc SP / Joã (RJ) / Impressão Digital (RJ)
- Mixado no Estúdio: Gravodisc (SP) / Élcio Alvarez Filho
- Técnicos: Élcio Alvarez Filho, Aquilino Simões Filho (SP), Renatinho (Joã) (RJ)
- Assistentes de estúdio: Leonel Massaro (SP)
- Coodernação de estúdio: Cristiane Feris
- Materização digital: Oficina Audio e Video (SP)

Músicos:
- Teclados: Julinho Teixeira, Eduardo Lages, Pogito, Cleberson Horsth, Ricardo Feghali, Beto Paciello.
- Bateria: Serginho Herval, Albino Infantozzi, Maguinho
- Baixo: Darcio, Nando, Pedro Ivo, Luiz Gustavo
- Guitarra e violão: Paulo Coelho, Kiko, Paulinho, Reinaldo Barriga
- Acordeon: Marinho
- Percussão: Laércio da Costa
- Coro: Ringo, Silvinha, Caio Flávio, Angela, Sarah Regina
- Coro Infantil: Coral Aleluia
- Rabeca: Silvio Luiz
- Cordas: Dalton Ferreira, Ebenezer Santos, Artur, Roberto, Aramis Rocha, Pedro Delarole, José Cortez, Nelson Rios, Samuel Pires, Valdeci Merquiori, André Nunes, Cristina Rezende, lara Monteiro.

Agradecimentos:
- Hotel Canto da Praia - Juqueí (SP)

## Certificações
| Brasil (ABPD)                             | Ouro | 1998 | 100.000* |
| *número de vendas baseado na certificação |      |      |          |